# Shell Building (San Francisco)
El Shell Building es una torre de oficinas en el Distrito Financiero de la ciudad de San Francisco, en el estado de California (Estados Unidos). El edificio de 28 pisos y 115,22 metros está ubicado en 100 Bush Street, en Battery Street. Fue diseñado por George W. Kelham y construido en 1929, en el estilo neogótico y art déco.

## Historia
El edificio se construyó en exactamente 300 días. La construcción comenzó en 1928 y terminó en 1929.
Shell Oil Company ocupó el edificio hasta la década de 1960. Hay fundiciones de conchas que decoran la cornisa en los niveles superiores así como diseños de conchas en el piso del vestíbulo y rejilla decorativa en el frente del edificio.
Recibió en 1994 el premio San Francisco Architectural Heritage Award por la excelencia en la preservación arquitectónica para la restauración exterior.